# Jaouhar Ben Mbarek
Jaouhar Ben Mbarek ou Jawhar Ben Mbarek, né en 1968 à Sfax, est un universitaire et homme politique tunisien, professeur de droit constitutionnel.
Considéré comme un opposant aux décisions prises par le président Kaïs Saïed le 25 juillet 2021 relatives à la suspension de l'Assemblée des représentants du peuple et à la dissolution du gouvernement, qu'il qualifie de « coup d'État contre la Constitution » et qui ouvre une crise politique, il est l'un des fondateurs de l'initiative démocratique connue sous le nom de « Citoyens contre le coup d'État » et l'un des dirigeants du Front de salut national.
Le 24 février 2023, il est arrêté par la police tunisienne.

## Parcours
Le 2 avril 2020, Jaouhar Ben Mbarek, professeur de droit constitutionnel et dirigeant du mouvement Destourna, annonce avoir été nommé conseiller au sein du cabinet du chef du gouvernement Elyes Fakhfakh. À la suite des décisions prises le 25 juillet 2021 de suspendre les pouvoirs de l'Assemblée des représentants du peuple, de lever l'immunité des députés et de dissoudre le gouvernement de Hichem Mechichi, il considère que « Kaïs Saïed n'est plus président, mais agit en tant que chef de l'État ». Il insiste sur la nécessité de rétablir l'assemblée pour accomplir des tâches spécifiques dans un calendrier précis, dans le cadre d'un accord pour assurer les conditions minimales pour tenir des élections anticipées. Il affirme également que le gouvernement de Najla Bouden est illégitime, ce qui crée un grave problème pour résoudre la crise financière qui touche le pays,.
En novembre 2021, il fonde, avec son père et militant de gauche Ezzeddine Hezgui, des militants des droits de l'homme, des personnalités politiques, telles que l'écrivain Habib Bouajila et la première vice-présidente de l'assemblée suspendue Samira Chaouachi, et d'autres, l'initiative démocratique « Citoyens contre le coup d'État » qui s'oppose aux décisions du président Saïed et à sa présidence,.
Ben Mbarek dirige la campagne des « Citoyens contre le coup d'État » et organise plusieurs manifestations contre les décisions présidentielles, notamment le 14 novembre 2021 près du siège de l'assemblée suspendue au Bardo et celle du 17 décembre sur l'avenue Habib-Bourguiba à Tunis,. Lors de cette dernière, il annonce « une occupation ouverte de l'avenue de la Révolution jusqu'à la destitution de l'autorité du coup d'État et la poursuite des auteurs du coup ». Cependant, après que les membres de l'initiative aient tenté d'installer une tente pour occuper l'avenue le 18 décembre, les forces de sécurité les en ont empêchés, ce qui a entraîné des affrontements violents entre les deux parties. Le ministère de l'Intérieur annonce par la suite la dispersion de l'occupation et l'arrestation d'au moins dix personnes pour « agression contre des agents de sécurité ». Le 23 décembre, « Citoyens contre le coup d'État » publie une déclaration annonçant que les membres de l'initiative allaient entamer une grève de la faim en protestation contre « le gouvernement autoritaire qui pousse la machine de répression et les institutions de l'État à étouffer toutes les voix de l'opposition ». Le mouvement appelle également à « la libération immédiate des députés et des prisonniers politiques, à l'arrêt des procès militaires et à mettre fin aux menaces contre le système judiciaire et le harcèlement de celui-ci ».
Le 24 février 2023, sa famille annonce son arrestation après avoir retenu son père la veille pendant quelques heures,,. Le 26 septembre, Jaouhar Ben Mbarek entame une grève de la faim pour protester contre ce qu'il qualifie de mascarade judiciaire conduite par le juge d'instruction.
Le 24 février 2024, il est condamné par un tribunal de Tunis à six mois de prison ferme pour des déclarations critiquant les élections en Tunisie.

## Critiques
Ben Mbarek a fait l'objet de critiques de la part des partisans de Kaïs Saïed et même de certains de ses opposants, tels que la présidente du Parti destourien libre, Abir Moussi, qui qualifient Ben Mbarek de « levier du mouvement Ennahdha » et les « Citoyens contre le coup d'État » d'être « un paravent » pour ce parti.
Cependant, dans une déclaration, Ben Mbarek déclare qu'Ennahdha « a péché contre la transition démocratique en Tunisie, bien qu'il soit considéré comme une exception dans le monde arabe en tant que mouvement islamique qui défend la démocratie ». Il déclare également que « la Tunisie avant le 25 juillet [2021] n'était pas un paradis, mais au contraire, elle avait besoin de réformes majeures, mais cela ne devrait pas être fait sous le poids de mesures arbitraires et exceptionnelles »,,.